# جون كوانغ وو
جون كوانغ وو (بالكورية: 전광우)‏‏ (7 مايو 1949 في سول - ) اقتصادي، وشخصية أعمال من كوريا الجنوبية.